# 利曼丘克
48°0′51″N 38°49′27″E / 48.01417°N 38.82417°E
利曼丘克（羅馬化：Lymanchuk）是烏克蘭東部頓涅茨克州霍尔利夫卡区斯尼日内市镇内的市級鎮。距離州府頓涅茨克74公里，海拔高度273米，2011年該市級鎮人口920。